# E110
|  | Aquest article tracta sobre el colorant. Si cerqueu l'aliatge basat en zirconi, vegeu «zircaloy». |

L'E110 - codi E de la Unió Europea - (també conegut com a Sunset Yellow FCF, Orange Yellow S, o C.I. 15985) és un colorant format per un compost azo derivat del petroli amb un màxim d'absorció depenent del pH a aproximadament 480 nm a pH 1 i 443 nm a pH 13 amb un pic d'absorció a 500 nm. Quan s'afegeix als aliments venuts als EUA es coneix com a FD&C Yellow 6.
L'E110 s'usa en aliments, cosmètics i medicaments. Per exemple, s'utilitza en llaminadures, gelats, aperitius, salses i conserves de fruites.
L'E110 s'utilitza sovint en combinació amb l'E123 (amarant), per a produir una coloració marró tant en xocolates com en caramel.

## Seguretat alimentària
La ingesta diària admissible (IDA) és de 0-4 mg / kg, tant en guies de l'EFSA i de l'OMS / FAO.
En les dosis emprades a la indústria alimentària l'E110 no presenta efectes carcinògens, genotòxics o toxicitat del desenvolupament.
S'ha afirmat des de finals de 1970 i la promoció de Benjamin Feingold que l'E110 provoca intolerància als aliments i TDAH com en nens, però no hi ha evidència científica que doni suport aquestes afirmacions generals. És possible que cert colorants alimentaris pot actuar com un disparador en aquells que estan genèticament predisposats, però l'evidència és feble.

## Regulació com a additiu alimentari
L'E110 està prohibit o restringit com a additiu alimentari a Noruega, Finlàndia i Suècia.
El 2008, la Food Standards Agency del Regne Unit demanà als fabricants d'aliments que aturessin voluntàriament l'any 2009 l'ús de sis additius alimentaris usats com a colorant: La tartrazina, el vermell allura, el Ponceau 4R, el groc de quinoleïna, la carmoisina (anomenada "Southampton 6"). i va proporcionar un document per ajudar en la substitució dels colorants amb altres colors.
El 2010 va entrar una regulació de la UE en vigor que ordenava que els fabricants d'aliments incloguessin a l'etiqueta dels aliments que contenen Southampton 6, que digui: "pot tenir un efecte advers sobre l'activitat i l'atenció en els nens".
L'E110 es coneix com a FD&C Yellow No. 6 als EUA i està aprovat per al seu ús com a colorant en aliments, fàrmacs i cosmètics amb una ingesta diària admissible de 3,75 mg / kg

## Controvèrsia de salut pública
Des de la dècada de 1970 i la defensa del bé publicitada de Benjamin Feingold, hi ha hagut preocupació pública que els colorants alimentaris poden causar TDAH en els nens. Aquestes qüestions han dut a la FDA i altres autoritats competents en seguretat alimentària a revisar regularment la literatura científica i portat a la FSA del Regne Unit d'encarregar un estudi realitzat per investigadors de la Universitat de Southampton de l'efecte d'una barreja de la "Southampton 6" i el benzoat de sodi (compost usat com a conservant) sobre els nens en població general que els va consumir en les begudes; l'estudi publicat l'any 2007. L'estudi va trobar "una possible relació entre el consum d'aquests colorants artificials i un conservant benzoat de sodi i augment de la hiperactivitat" en els nens; el comitè assessor de la FSA que va avaluar l'estudi també va determinar que a causa de les limitacions de l'estudi, els resultats podrien no ser extrapolables a la població general, i recomanà fer més estudis".
El regulador europeu, amb un major èmfasi en el principi de precaució, requereix l'etiquetatge i la reducció temporal de la ingesta diària admissible (IDA) dels colorants d'aliments; la FSA del Regne Unit ha demanat la retirada voluntària dels colorants dels fabricants d'aliments. No obstant això, el 2009 l'EFSA reavaluà les dades disponibles i va determinar que "les proves científiques disponibles no justifiquen una relació entre els additius colorants i efectes en el comportament " i en 2014 després d'una nova revisió de les dades, l'EFSA va restaurar els nivells d'IDA anteriors.
Els EUA FDA no va fer canvis arran de la publicació de l'estudi de Southampton, però arran d'una petició ciutadana presentada pel Center for Science in the Public Interest en 2008, sol·licitant la FDA per prohibir diversos additius alimentaris, la FDA va iniciar una revisió de les proves disponibles, i encara no ha canviat les seves recomanacions.